# Adventure Cycling Association
Die Adventure Cycling Association (ACA) ist ein gemeinnütziger Fahrradfahrer-Verband in den USA, der zurzeit etwa 44.000 Mitglieder zählt. Im Vergleich zum deutschen ADFC liegt der Schwerpunkt mehr auf der Ausarbeitung und Bewerbung von (teils geführten) Radreiserouten, weniger auf der Förderung des Fahrrads als alltägliches Verkehrsmittel. Der Hauptsitz befindet sich in Missoula, Montana.
Die Gründung erfolgte 1973 unter dem Namen Bikecentennial. 1976 durchquerten insgesamt etwa 4100 Fahrradfahrer anlässlich des 200. Jahrestages der Unabhängigkeitserklärung die USA aus beiden Richtungen auf dem Bikecentennial Trail (heute TransAmerica Trail), davon fuhren etwa 2000 Radfahrer die komplette Strecke (teils mit Sponsorenhilfe und Versorgungsfahrzeugen, teils auch unabhängig als Selbstversorger).
Zurzeit hat die ACA ein Radroutennetzwerk in den USA erarbeitet, das etwa 41.400 Meilen Strecke umfasst. Die Wegeführung erfolgt dabei größtenteils auf verkehrsschwachen Nebenstraßen, die Routen sind üblicherweise nicht beschildert und werden entweder nach Karte oder mittels GPS-Track abgefahren.